# ووهان سنتر
ووهان سنتر (چینی ساده‌شده: 武汉中心; چینی سنتی: 武漢中心; پین‌یین: Wǔhàn Zhōngxīn) ساختمان مسکونی اداری ۸۸ طبقه مستقر در ناحیه جیانگان، ووهان، هوبئی، چین است. ساخت این آسمان‌خراش در سال ۲۰۱۱ آغاز و تا سال ۲۰۱۹ ادامه داشت. این برج در ۱۶ آوریل ۲۰۱۵ به پایان رسید. این دومین ساختمان بلند در مرکز چین و اولین ساختمان در ووهان است که بیش‌از ۴۰۰ متر (۱٬۳۰۰ فوت) ارتفاع دارد.